# Josef Schejbal (malíř)
Josef Schejbal (10. března 1924 Most – 7. dubna 2006 Praha) byl český malíř, grafik a fotograf.

## Život a studia
Jeho otec Josef Schejbal pracoval jako horník, matka Anna, roz. Zieglerová byla v domácnosti. Pocházela z pohraničí ze smíšeného česko-německého manželství, takže syn Josef ovládal dokonale oba jazyky, hovorově rovněž italštinu.
V roce 1938 nastoupil na Rotterovu reklamní a grafickou školu v Praze. V roce 1942 byl zatčen gestapem pro nedovolené držení zbraně, ocitl se ve vyšetřovací vazbě pražského gestapa a po odsouzení k šesti letům vězení, deportován do vězení ve Vídni a nakonec přinucen nastoupit k wehrmachtu. V roce 1944 v Itálii přeběhl k americké armádě a poté odplul do Anglie, kde narukoval k čs. samostatné obrněné brigádě pod krycím jménem Jiří Hron. V létech 1949 až 1951 studoval na Státní umělecko-průmyslové škole.
Roku 1957 byl odsouzen v inscenovaném procesu na 1,5 roku vězení, ale v roce 1968 dosáhl částečné rehabilitace. V komunistickém režimu pracoval jako výtvarník-reklamní návrhář letáků a plakátů pro družstvo Drutex a Soluna, dlouhodobě pak působil v národním podniku Klenoty. V roce 1991, kdy začal připravovat velkou prezentaci svého díla, se po těžkém úrazu hlavy stal invalidou a až do své smrti 2006 byl plně odkázán na pomoc manželky.
V socialistickém Československu nikdy nevystavoval, nedával o sobě veřejně vědět, žil v ústraní a jako bývalý příslušník wehrmachtu a voják ze západní fronty také v pochopitelných obavách o svůj osud.

## Dílo
Schejbalova výtvarná tvorba byla za jeho života více známá v Německu než doma. Přes Německo jeho díla putovala dále do USA a Švýcarska, kde mezi válkami působil jeho tchán jako zástupce firmy Baťa. Přes své přátele a známosti získané z doby svého pobytu v Anglii, prodával a daroval obrazy do zahraničí, ale také v Československu měl své sběratele. Přátelil se s Josefem Istlerem, Pavlem Šimonem, Mikulášem Medkem, což se také odráží v jeho expresivní malířské a grafické tvorbě. Jako grafik byl v polovině 20. stol. ovlivněn kubismem, později se vydal vlastní cestou a vytvořil rozsáhlou kolekci monotypů. Mezi blízkými byl také znám jako umělecký fotograf. Schejbalova výtvarná pozůstalost se začala rozkrývat až v roce 2022, krátce po návratu jeho syna Petra z Německa, kde dlouhá léta žil a pracoval

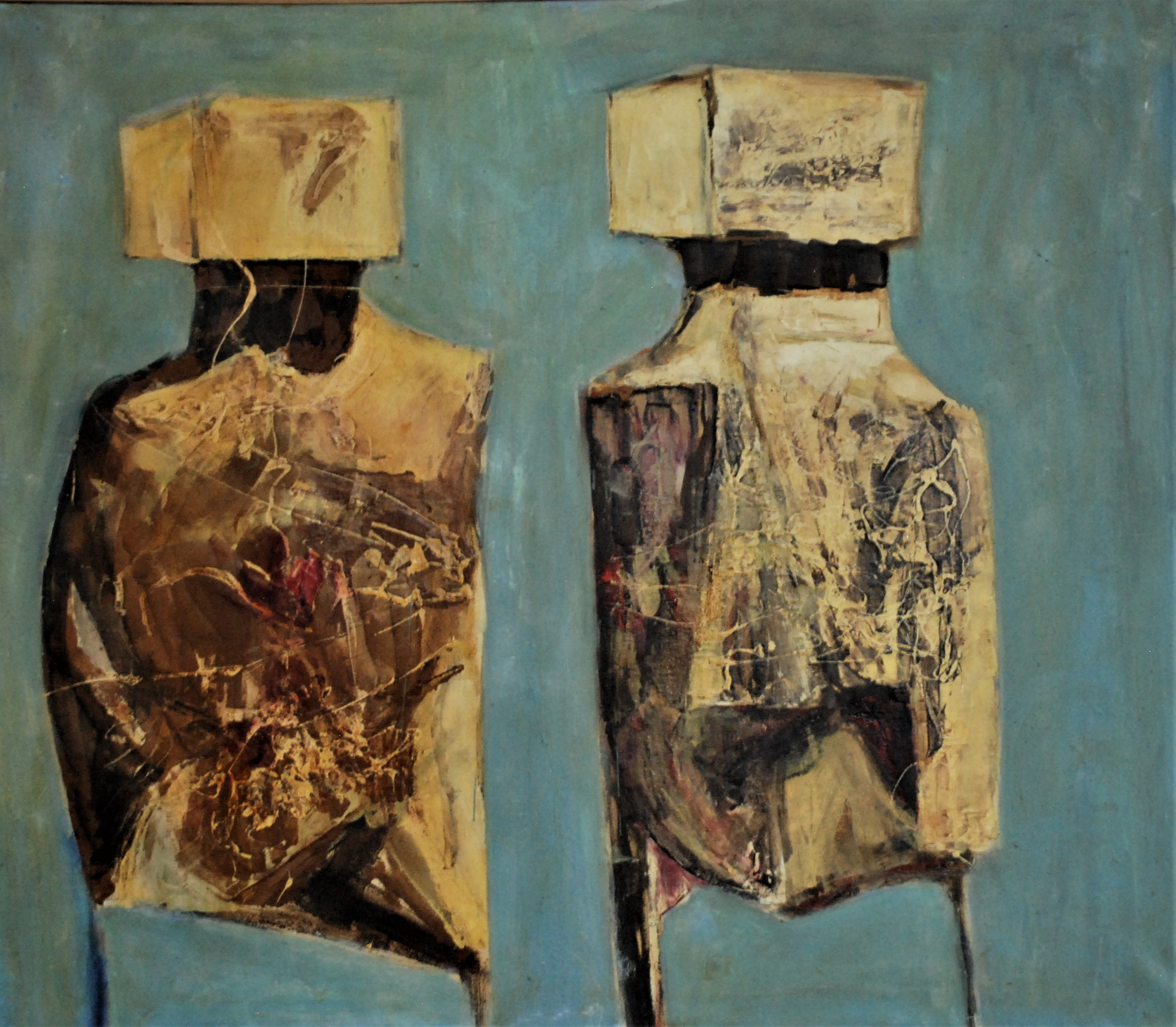
Za ruku ne
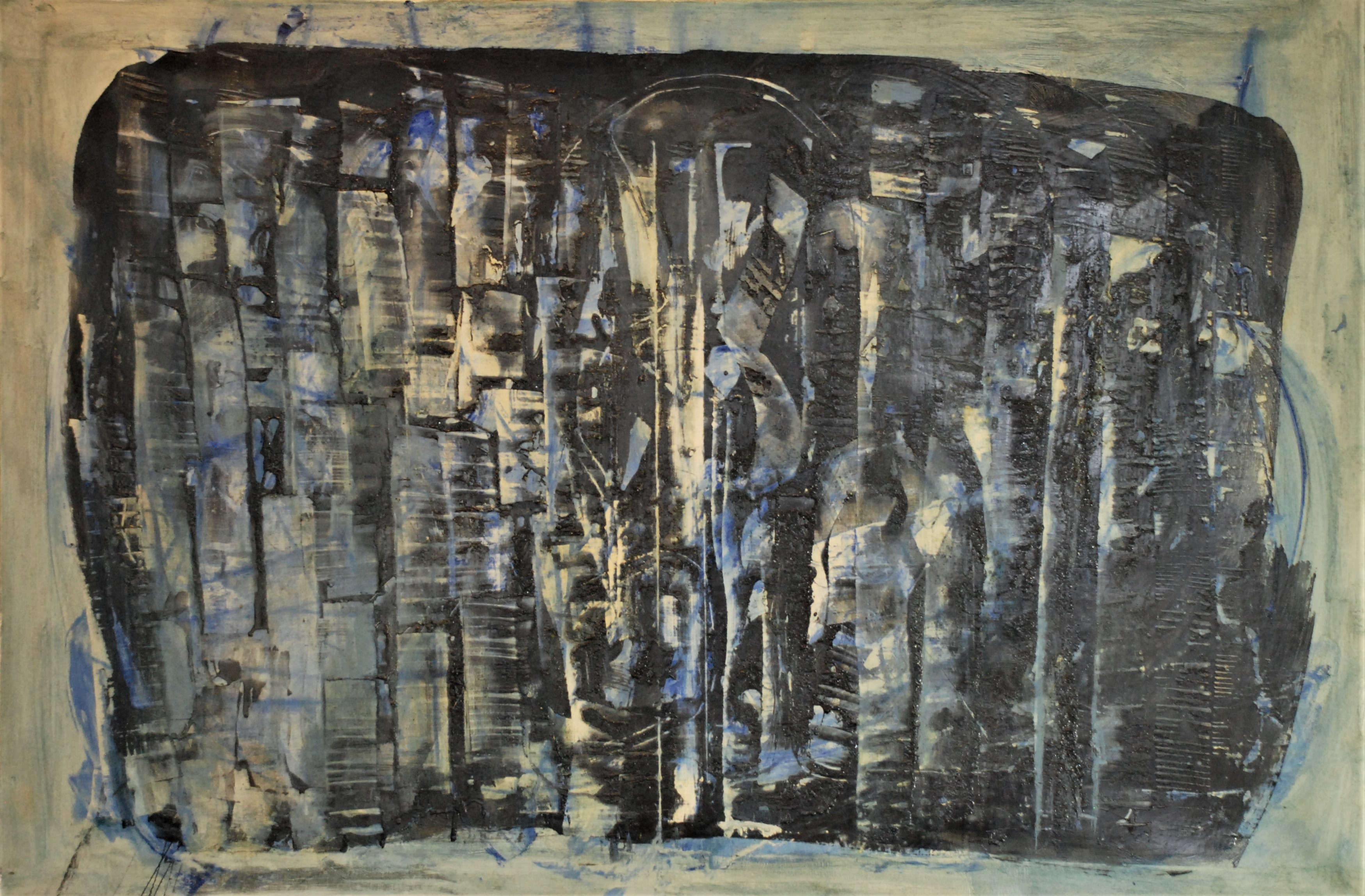
Noc
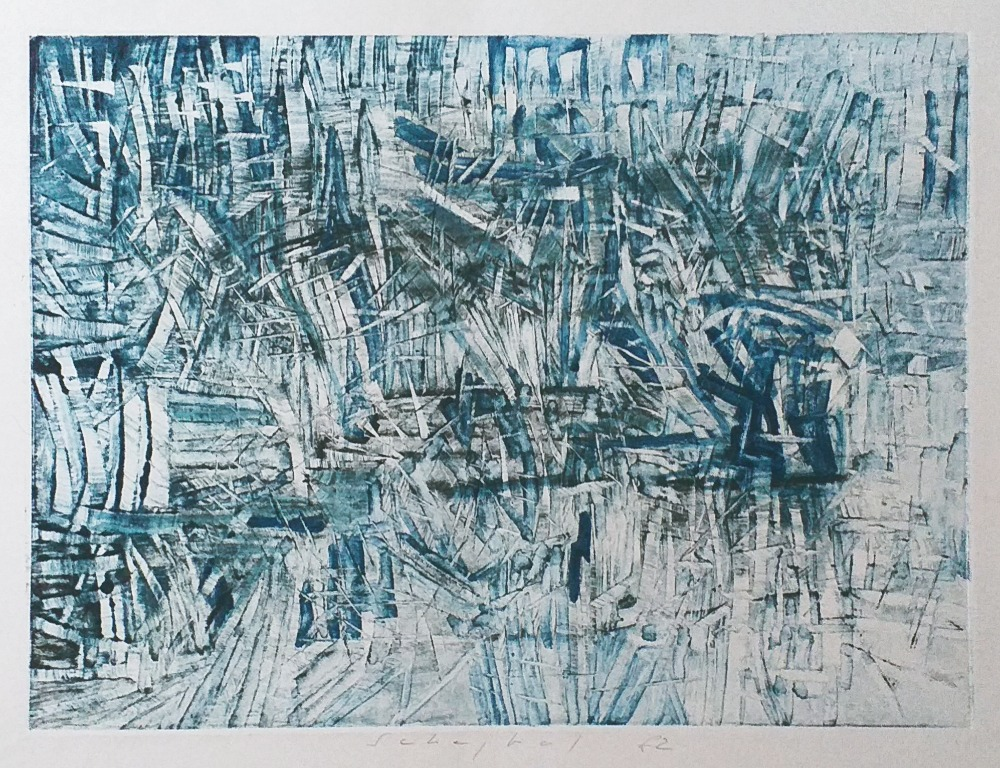
Monotyp
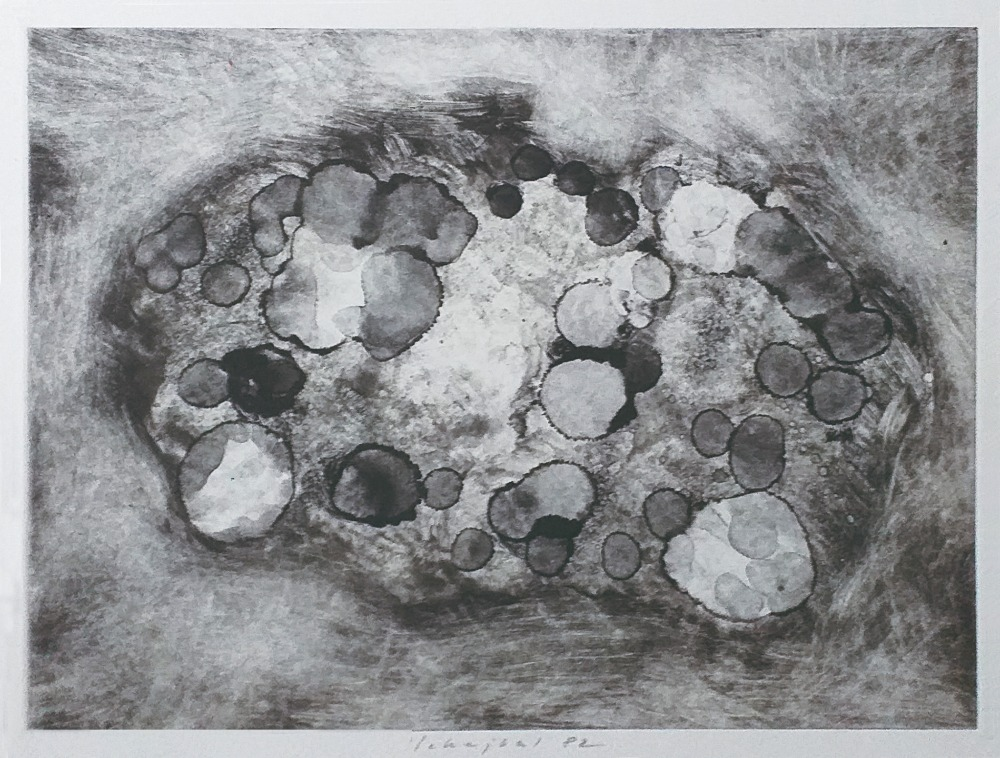
Monotyp

### Výstavy
- 2022 Galerie Záliv Lázně Bechyně
- 2023 Obrazárna Špejchar Želeč[1]